# Roberto da Parigi
Roberto da Parigi (in latino Ro(d)bertus Parisiensis) (Parigi, ... – 1119) è stato un cardinale e diplomatico francese. In qualità di nunzio apostolico in Terra santa all'indomani della prima crociata, giocò un importante ruolo nelle dinamiche di potere del neonato Regno di Gerusalemme.

## Biografia
Alcune fonti riportano che Roberto sia stato creato cardinale da Papa Urbano II nel 1088, tuttavia è espressamente attestato come porporato per la prima volta solo il 25 agosto 1100 a Salerno. Partecipò al quarto sinodo di Melfi, il primo sinodo tenuto sotto Pasquale II.
Nel 1102, Roberto fu inviato in Terra santa come nunzio apostolico per sostituire il defunto cardinale Maurizio di Porto. L'8 ottobre 1102, depose formalmente il patriarca di Gerusalemme, Dagoberto, con l'accusa di omicidio, tradimento e malversazione. Presiedette poi all'elezione del suo successore, Ebremaro.
Roberto prese parte al sinodo tenuto in Laterano durante la Quaresima del 1105. La sua presenza parrebbe suggerire che fu questo il concilio che restituì a Dagoberto il titolo di patriarca, poiché in una lettera alla Chiesa, al re e al popolo di Gerusalemme scritta nel 1107, dopo la morte di Dagoberto, Pasquale II menziona il ripristino del patriarca da parte di un concilio che seguì molte tribolazioni perpetrate dai destinatari.
Nel 1111, Roberto fu uno dei più accaniti oppositori del cosiddetto «pravilegium», nel quale Pasquale II, di fatto prigioniero di Enrico V, aveva concesso all'imperatore il diritto di investitura. Fu uno degli autori, insieme a Leone di Ostia, Gregorio di Terracina, Gerardo II d'Angoulême, Pierre de Gualon di Saint-Pol-de-Léon e Gregorio da Ceccano, delle Gesta damnationis pravilegii, una violenta invettiva di condanna del «pravilegium». Per la sua forte opposizione a qualsiasi compromesso con l'imperatore, Pasquale lo depose (insieme a Gregorio dei Santi Apostoli) nel 1112 con l'accusa di eresia. Fu ristabilito solo nel 1119 dopo aver scritto una lettera al nuovo papa, Callisto II, nella quale si congratulava per la sua elezione e richiedeva che la macchia dell'eresia fosse rimossa dal suo nome.